# Bouafle
Bouafle település Franciaországban, Yvelines megyében. Lakosainak száma 2222 fő (2022. január 1.). Bouafle Bazemont, Ecquevilly, Flins-sur-Seine és Les Mureaux községekkel határos.

## Népesség
A település népességének változása:
| Lakosok száma | 2083 | 2123 | 2170 | 2156 | 2177 | 2194 | 2204 | 2213 | 2222 |
|               | 2013 | 2015 | 2016 | 2017 | 2018 | 2019 | 2020 | 2021 | 2022 |